# Ellipsvattenbock
Ellipsvattenbock (Kobus ellipsiprymnus) är en art i släktet vattenbockar. Två underarter finns, K. ellipsiprymnus ellipsiprymnus som anses bilda holotyp för arten och K. ellipsiprymnus defassa. Den förstämnda skiljer sig främst från K. ellipsiprymnus defassa genom att den vita pälsteckningen på bakdelen har formen av en ring istället för en fläck.

## Kännetecken
Ellipsvattenbocken kan ha en mankhöjd på upp till 130 centimeter och ett vuxet djur kan väga upp till 270 kilogram. Pälsfärgen varierar från gråbrun till rödbrun och är mörkare på ryggen än på undersidan av kroppen. Ibland kan den även vara nästan svart. På huvudet och på bakdelen finns vita teckningar. Hanen har långa horn som är tydligt ringade och kurvade bakåt och uppåt. Honan har inga horn.

## Utbredning
Ellipsvattenbocken förekommer i Afrika, söder om Saharaöknen, i ett band från västra Guinea till Etiopien och Somalia och sedan söderut till Sydafrika, från väst till öst mellan Botswana och Moçambique. Spridda populationer finns också i Angola, Kongo-Brazzaville, Kongo-Kinshasa och Gabon.

### Status
Ellipsvattenbocken klassas inte som hotad av IUCN, men populationerna har ändå minskat de senaste åren. Detta beror troligen på en kombination av jakt och habitatförlust.

## Levnadssätt
Ellipsvattenbocken är dagaktiv, utom i områden där den jagas av människan, där den oftast är mest aktiv på natten. Honorna lever i flockar på omkring 5 till 10 djur, men ibland kan de samla sig till större hjordar. Hanarna hävdar revir och parar sig med de honor som finns inom det. Fortplantning kan ske året om och honan får oftast bara en kalv per dräktighet. 
Dess habitat är framförallt områden med gräsmarker, som savanner, där det också finns en inblandning av skog. Födan består av huvudsakligen av gräs, men även av en del blad från olika buskar och träd. Helst besöker den ett vattenhål eller en flod varje dag för att dricka. 
Liksom de flesta andra gräsätande djur på savannen har ellipsvattenbocken flera fiender, som lejon och leoparder, vilka framförallt jagar de unga djuren.